# Géographie du Mozambique

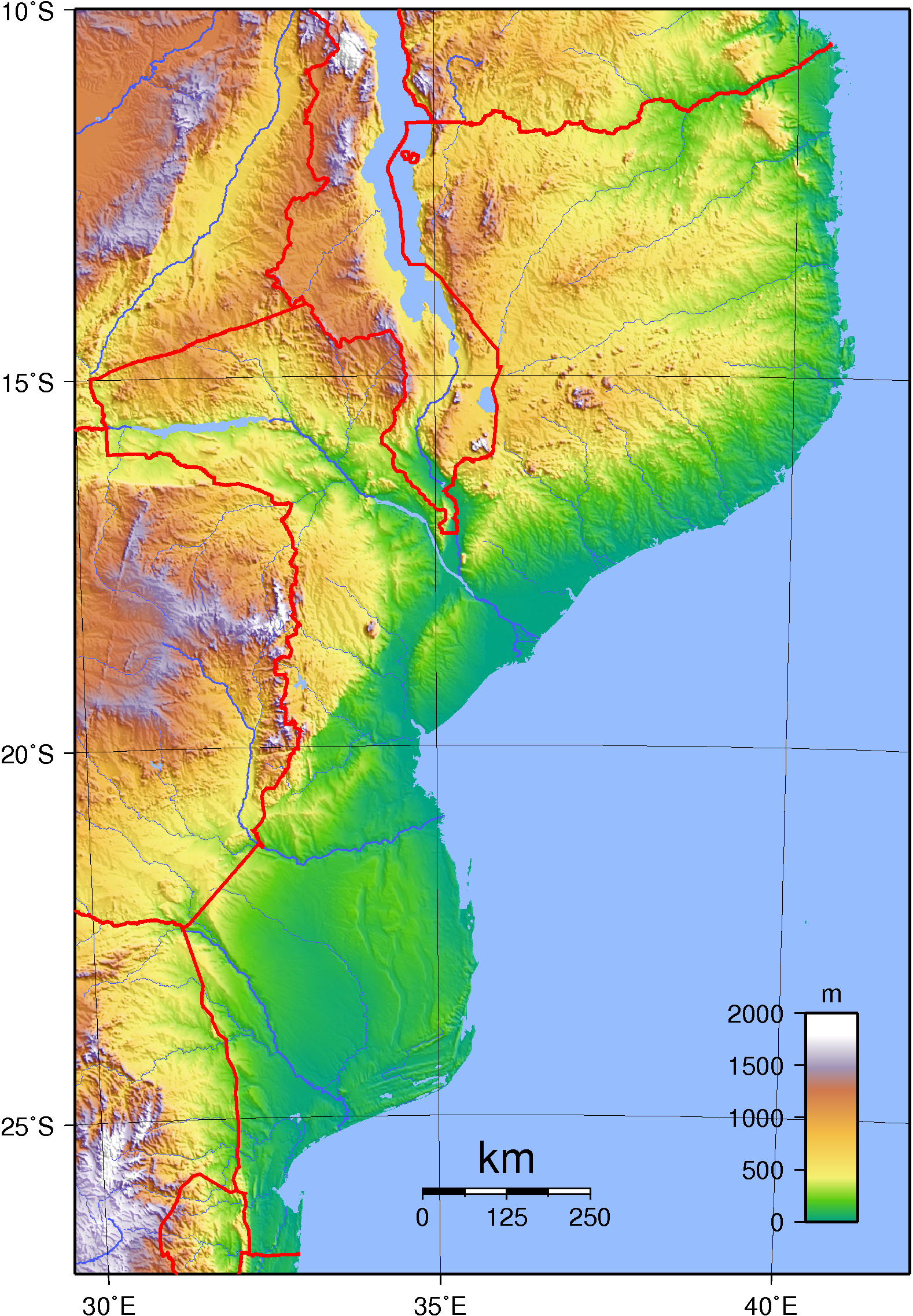
Topographie du Mozambique.

Le Mozambique est un pays d'Afrique australe riverain de l'Océan Indien, d'une superficie totale de 799 380 km2 (dont 786 380 km2 terrestres et 13 000 km2 de lacs et cours d'eau). Il est soumis à un climat tropical.

## Géographie physique

### Topographie
Le relief s'étage régulièrement depuis la plaine maritime, à l'Est, jusqu'aux montagnes de l'Ouest, avec une région intermédiaire de hauts plateaux au nord-ouest.
La côte s'étire entre les parallèles 26° 52' et 10° 40' de latitude sud, sur une longueur de 2 300 km. Elle dessine un S ouvert vers l'est. À 65 km au nord de la frontière avec l'Afrique du Sud, la baie de Delagoa forme un arc immense ; la côte s'épanche ensuite vers l'ouest jusqu'au Cap Correntes, puis c'est la baie d’Inhambane. En s'avançant toujours plus vers l'ouest, au-delà des petites îles de l’Archipel Bazaruto, on atteint la baie de Sofala.
Au Nord, l'immense delta du Zambèze se déverse dans l’océan. Au-delà, la côte est parsemée de petites îles essentiellement d'origine corallienne. L'une de ces îles est Mozambique, qui est abritée au nord par la baie de Conducia. Plus au nord encore, on trouve deux larges baies, la Baie de Fernão Veloso et la baie de Memba. Le contraste entre les côtes nord et sud du Mozambique est extrême : au nord, la côte est très déchiquetée, abonde en promontoires rocheux et falaises alors que, comme on l'a signalé plus haut, il y a au large un chapelet d'îles presque ininterrompu. La côte sud du Mozambique est une plaine sableuse ponctuée par les mangroves d'Afrique orientale. Les ports, rares, y sont de taille très modeste.
Ce contraste s'explique par la violence du courant océanique du Canal du Mozambique, qui, dans la moitié nord, érode et charrie les sédiments entre Madagascar et le continent africain, cependant que les coraux se forment en eau profonde. Au Nord de Fernão Veloso et de Memba, les principales baies sont celles de Pemba (qui offre un mouillage suffisant pour les navires hauturiers), de Montepuesi et de Tunghi, cette dernière se terminant par le Cap Delgado, point le plus septentrional du Mozambique.
Du point de vue orographique, la dorsale du pays est la chaîne de montagnes qui domine le plateau continental. Elle alterne entre falaises abruptes et cols descendant vers la plaine maritime, comme dans le district de Basse-Zambezie. Les Monts Lebombo, en amont de la baie de Delagoa, ne s'élèvent guère au-delà de 630 m ; le Plateau Manica, plus au nord, est légèrement plus élevé. Mont Doe s'élève à 2 400 m et le Mont Panga, à 2 320 m. Le massif de Gorongoza avec les Mont Miranga (2 000 m), Enhatete (1 845 m) et Gogogo (1 800 m), se dresse au nord-est du plateau de Manica, et est, comme ce dernier, une formation granitique. Le plateau de Gorongoza, cerné d'à-pics sur tous ses versants, est souvent comparé à une citadelle.
La principale chaîne de montagnes se trouve au nord du Zambèze, à l'est du Lac Chilwa : c'est le massif du Namuli, dont le point culminant, le pic Namuli, s'élève à 2 700 m ; les pics secondaires : le Molisani, le Mruli et le Mresi atteignent des altitudes comprises entre 2 000 et 2 400 m. Ces montagnes sont couvertes de forêts luxuriantes. Plus au nord, les vallées sont séparées par des chaînes de plus de 900 m d'altitude. Le littoral sud-est du Lac Malawi est bordé par une crête abrupte (1500 à 1 800 m d'altitude, soit une dénivellation de 915 m sur 10 km). La région comprise entre le Malawi et Ibo offre un panorama remarquable avec ses pics granitiques se dressant depuis le plateau.
Les plateaux situés à l'ouest de ce massif sont d'altitude plus modeste (en moyenne entre 600 et 750 m ; mais le territoire du Mozambique ne recoupe le plateau continental que le long du Zambèze et au nord de la vallée. Cette plaine septentrionale a été classée écorégion des forêts de Miobo par le World Wildlife Fund.

### Hydrologie

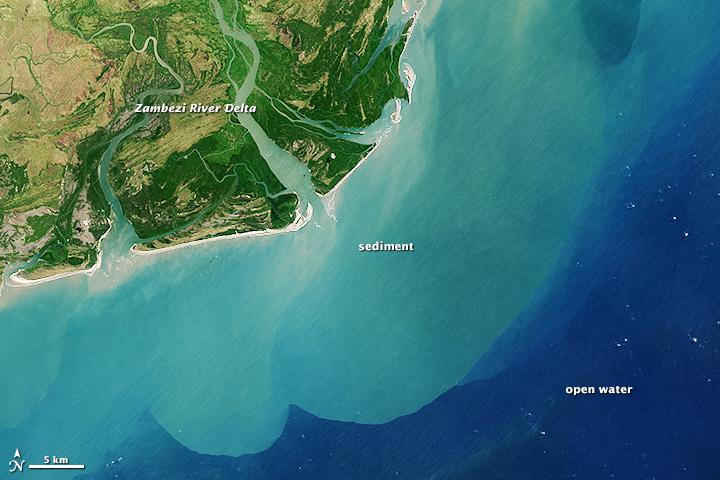
Le delta du Zambèze vu par satellite.

Outre le Zambèze, le principal fleuve du Mozambique est le Limpopo, qui se jette dans l’Océan Indien à 160 km environ au nord de la baie de Delagoa ; puis viennent le Komati, le Save, le Busi et le Pungwe, au sud du Zambeze ; au nord, le Lukugu, le Lurio, le Montepuesi (ou M'tepwesi) et le Msalu, ainsi que la Rovuma et son affluent le Lujenda, dans le bassin hydrographique est considérable.
Le Savé (ou Sabi) prend sa source au Zimbabwe à 915 m d’altitude ; après une course droit au sud pendant plus de 320 km, son cours s'incline vers l'est et franchit des gorges à 52 km de la côte, enfin il reçoit les eaux du Lundi à la frontière Zimbabwe-Mozambique. Des cataractes font obstacle à la navigation en amont de ce point. En aval de la confluence avec le Lundi, le lit du Savé s'élargit nettement pour atteindre entre un et trois kilomètres. À la saison des pluies, le Savé grossit au point que même dans les plaines désertiques, il devient accessible aux chalands à faible tirant d'eau. Son cours général est orienté est-nord est. Son embouchure est un delta de 100 km.
Plus au nord, le Busi (220 m) et le Pungwe (180 m) sont des fleuves côtiers parallèles à la vallée du Savé. Ils prennent leur source sur le plateau de Manica et se jettent dans l'océan dans la baie de Pungwe, à 1 500 m l'un de l'autre. Leur cours inférieur est navigable : le Busi, sur 40 km ; le Pungwe, sur 3 km seulement. Le port de Beira contrôle l'embouchure du Pungwe. Le Lukugu, autre fleuve au nord du Zambèze, prend sa source dans les collines du sud-est du lac Chilwa, s'écoule vers le sud et se jette dans l’océan non loin de Quelimane. Le Lurio, qui prend sa source dans les monts de Namuli, s'écoule vers le nord-est pendant 320 km. Les vallées de Montepuesi et du Msalu drainent la région comprise entre les bassins de Lurio et de Rovuma. Leurs lits sont stables et leur niveau reste à peu près constant à la saison humide.

### Géologie
La vallée du rift africain s'étend de l'Éthiopie au centre du Mozambique. Une plaque tectonique a commencé à se former il y a 30 millions d'années. Les autres déformations, soulèvements, et effondrements de la croûte terrestre ont, pendant des millénaires, dessiné les plateaux et les montagnes de l'ouest du pays. Le climat du Mozambique, avec une alternance annuelle d'humidité et de sécheresse, a constamment altéré la composition du sol, qui varie avec l'altitude. La vallée prend naissance à 21 km à l'ouest du mont Gorongosa, à 14 m d'altitude.
Le sous-sol du pays recèle des gisements de charbon et de graphite, de titane et de tantale, de gaz naturel.

### Climat

Zones climatiques du Mozambique selon la classification de Köppen.

Le Mozambique possède un climat tropical à deux saisons : une saison humide d'octobre à Mars, et une saison sèche entre avril et septembre. Les conditions climatiques dépendent surtout de l'altitude : les pluies, abondantes le long des côtes, se raréfient au nord et au sud.
Les précipitations annuelles oscillent entre 500 et 900 mm selon la région, avec une moyenne de 590 mm. Les cyclones ne sont pas rares pendant la saison humide. La température moyenne à Maputo varie entre 13 et 24 °C en Juillet, et 22 à 31 °C en février.

## Points extrêmes
- Extrême Nord - Cap Delgado, Province de Cabo Delgado
- Extrême Est - saillant à l'est du village d’Amade, Province de Nampula
- Extrême Sud - frontière avec l'Afrique du Sud, à l'est de Mosi, Province de Maputo
- Extrême ouest - là où la frontière avec la Zambie coïncide avec le lit de la Luangwa, Province de Tete

### Faune et flore
La végétation dominante est une savane à plantes herbacées (dont la hauteur peut atteindre 2 m à la saison des pluies) et quelques bosquets tropicaux. Les arbres : Gommiers parasols et baobabs, perdent leurs feuilles à la saison sèche et reverdissent au début de la saison pluvieuse.

## Géographie humaine

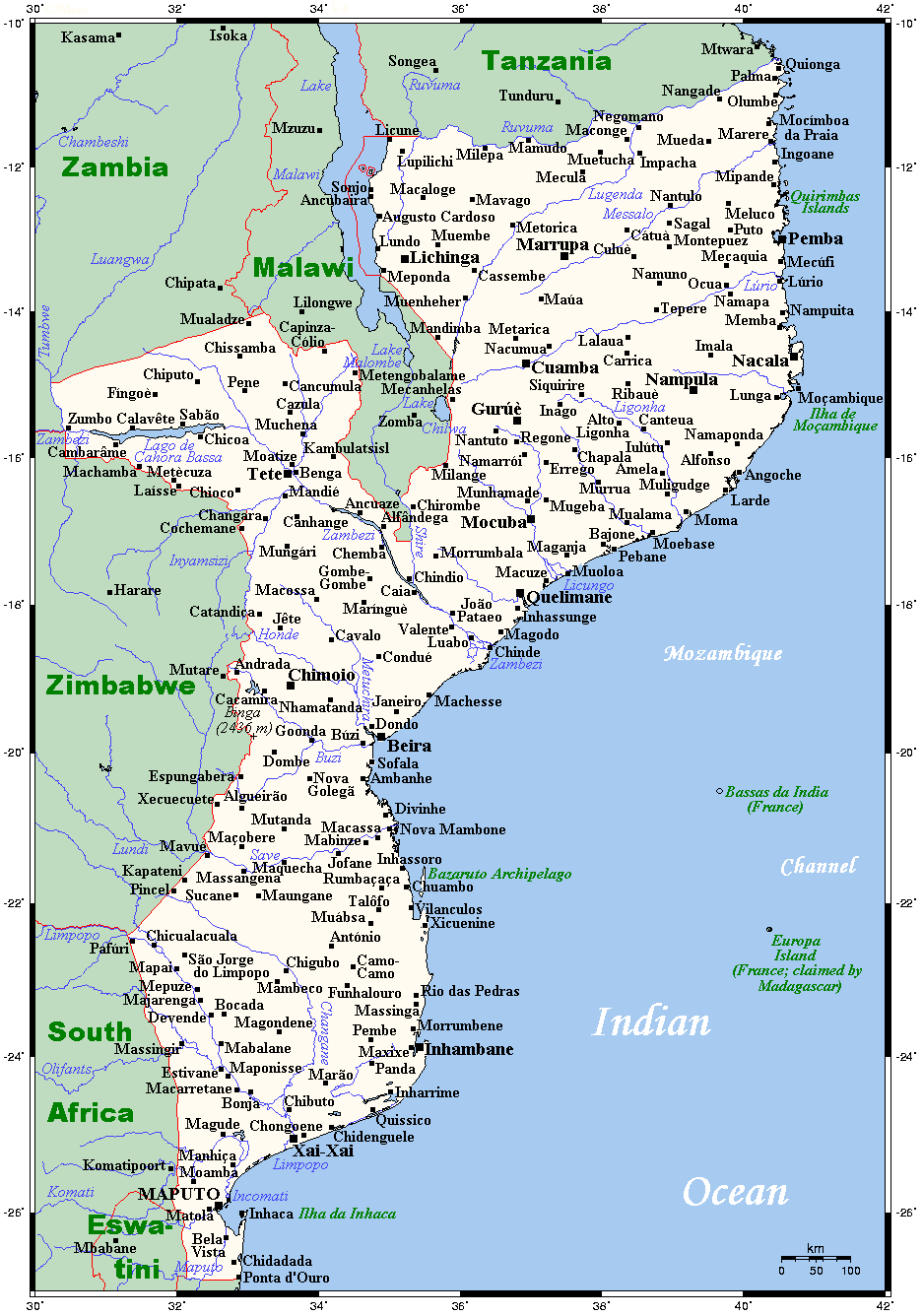
Les villes du Mozambique.

### Armature urbaine
- Maputo (capitale) : 1 191 613 habitants
- Matola : 543 907 habitants
- Beira : 530 706 habitants
- Nampula : 477 900 habitants

### Occupation du sol
Terres arables :
6.51% (2011), 5.43% (estim. 2005), 3.98% (estim. 1998)

Cultures vivrières :
0.25% (2011), 0.29% (estim. 2005), 0.29% (estim. 1998)

Autres:
93.24% (2011), 94.28% (2005 est.), 95.73% (estim. 1998)
Terres irriguées :
1 181 km2 (2003)
Ressources renouvelables en eau :
217,1 km3 (2011)